# Cartes sur table
Pour les articles homonymes, voir Cartes sur table (homonymie) et Cards on the Table.
Cartes sur table (titre original : Cards on the Table) est un roman policier d'Agatha Christie publié le 2 novembre 1936 au Royaume-Uni, et mettant en scène Hercule Poirot. Il est publié l'année suivante aux États-Unis, et trois ans plus tard, en 1939, en France.
Ce roman marque la première apparition d'Ariadne Oliver, autrice de romans policiers à succès et alter-ego parodique d'Agatha Christie, aux côtés de Poirot.

## Résumé
M. Shaitana a invité chez lui huit personnes : quatre inconnus et quatre fins limiers (Hercule Poirot, Ariadne Oliver, le colonel Race et le superintendant Battle). Après le dîner, le groupe des quatre inconnus forme une table de bridge dans un coin, le groupe de Poirot s'installe dans une autre partie du salon de Shaitana, tandis que ce dernier s'assied dans un fauteuil, devant un feu de cheminée, dos à la table des quatre inconnus. À la fin de la soirée, on s'aperçoit que l'hôte a été poignardé dans son fauteuil et que le coupable est l'un des quatre inconnus, chacun d'eux se révélant par la suite être un criminel impuni...

## Personnages
- La victime
  - M. Shaitana

- La table des détectives
  - Hercule Poirot, détective privé
  - Ariadne Oliver, autrice de romans policiers
  - Colonel Race, des services secrets
  - Superintendant Battle, de Scotland Yard

- La table des suspects
  - Dr Roberts
  - Mme Lorrimer
  - Major Despard
  - Miss Meredith

## Élaboration du roman

### Écriture
L'idée du roman Cartes sur table est apparue dans le troisième chapitre du précédent roman d'Agatha Christie (A.B.C. contre Poirot, 1936), dans une scène au cours de laquelle, restés seuls chez Poirot après le départ de l'inspecteur Japp, le détective et son ami Hastings échangent des idées sur l'hypothèse d'une « commande d'un crime à la carte ». Poirot propose à son ami, guère « emballé » par cette idée, la recette suivante :

« Imaginons quatre personnes autour d'une table de bridge et une cinquième, l'outsider, assise devant la cheminée. À la fin de la soirée, l'outsider est retrouvé mort. L'un des quatre joueurs s'est levé et l'a tué quand c'était son tour de faire le mort. Les trois autres, absorbés par la partie, n'ont rien vu. Voilà qui serait un crime pour vous ! Lequel des quatre l'a tué ? »

— Hercule Poirot au capitaine Hastings, A.B.C. contre Poirot
On retrouve cette trame dans le roman développé sur cette base, mais agrémentée d'un deuxième quatuor de personnages, celui des détectives, composé de Poirot, du colonel Race (des services secrets), du superintendant Battle (de Scotland Yard) et de Ariadne Oliver, auteur de romans policiers et auto-caricature d'Agatha Christie